# Bosco di Carpenedo
Bosco di Carpenedo este o arie protejată (arie specială de conservare — SAC, sit de importanță comunitară — SCI, arie de protecție specială avifaunistică — SPA) din Italia întinsă pe o suprafață de 13 ha, integral pe uscat.

## Localizare
Centrul sitului Bosco di Carpenedo este situat la coordonatele 45°30′44″N 12°14′48″E / 45.5122°N 12.2466°E.

## Înființare
Situl Bosco di Carpenedo a fost declarat sit de importanță comunitară în septembrie 1995 pentru a proteja 20 de specii de animale. Alte tipuri de protecție:
- arie de protecție specială avifaunistică (în august 2003)
- arie specială de conservare (în iulie 2018)[1][2][3]

## Biodiversitate
Situată în ecoregiunea continentală, aria protejată conține 2 habitate naturale: Păduri ilirice de stejar și carpen (Erythronio-Carpinion), Pajiști cu Molinia pe soluri calcaroase, turboase sau argilos-nămoloase (Molinion caeruleae).
La baza desemnării sitului se află mai multe specii protejate:
- păsări (14): uliu păsărar (Accipiter nisus), pițigoi codat (Aegithalos caudatus), ciuf-de-pădure (Asio otus), șorecarul comun (Buteo buteo), erete vânăt (Circus cyaneus), botgros (Coccothraustes coccothraustes), pițigoi albastru (Cyanistes caeruleus), ciocănitoare pestriță mare (Dendrocopos major), cinteză (Fringilla coelebs), capîntortură (Jynx torquilla), sfrâncioc roșiatic (Lanius collurio), privighetoare (Luscinia megarhynchos), pițigoi mare (Parus major), ciocănitoarea verde (Picus viridis)
- amfibieni (2): Rana latastei, Triturus carnifex
- nevertebrate (3): croitorul mare al stejarului (Cerambyx cerdo), rădașcă (Lucanus cervus), Osmoderma eremita
- reptile (1): țestoasa de baltă (Emys orbicularis)

Pe lângă speciile protejate, pe teritoriul sitului au mai fost identificate 7 specii de plante, 5 specii de amfibieni, 4 specii de mamifere, 4 specii de reptile.